# Alma Pöysti
Alma Pöysti (/ˈɑlmɑ ˈpøy̯sti/ ), née le 16 mars 1981 à Helsinki, est une actrice finlandaise suédophone.

## Biographie
Alma Pöysti nait le 16 mars 1981 à Helsinki. Elle est la fille du réalisateur Erik Pöysti et la petite-fille des acteurs finlandais Lasse Pöysti et Birgitta Ulfsson (en).
Pöysti étudie à l'Université des arts d'Helsinki de 2003 à 2007 avant de jouer au Théâtre suédois et au Théâtre national de Finlande,.
En 2020, elle joue le rôle de Tove Jansson dans un biopic intitulé Tove.
Alma Pöysti a également vécu et travaillé en Suède,.

## Filmographie

### Cinéma
- 2011 : Där vi en gagn gatt de : Aina Gadolin
- 2012 : Vuosaari d'Aku Louhimies : Marika
- 2014 : Les Moomins sur la Riviera de Xavier Picard : Snorkmaiden (version finlandaise, voix)
- 2015 : Tsamo d'Anastasia Lapsui et Markku Lehmuskallio : Alisa
- 2015 : Det går att operera (court-métrage) de : Tina
- 2020 : Explosionen av en badring (court-métrage) de : Linda
- 2021 : Les Exploits des Moomins (The Exploits of Moominpappa) d'Ira Carpelan : Snormaiden (voix version finlandaise)
- 2020 : Tové[7] de Zaida Bergroth : Tove Jansson
- 2022 : Comet in Moominland de Hiroshi Saitô, Markus Bäckman et Carla Rindell : Snormaiden (voix version finlandaise)
- 2022 : Blue Note (court-métrage) de : Leena
- 2022 : LasseMajas detektivbyra - Skorpionens gata de : Barbro Palm
- 2022 : The Good Driver de : Mia
- 2022 : Spiral (court-métrage) de : Anna
- 2022 : Parrasvaloelämää (court-métrage) de : Alma
- 2023 : Les Feuilles mortes d'Aki Kaurismäki : Ansa
- 2023 : Amours à la finlandaise de Selma Vilhunen : Juulia
- 2023 : Un jour et demi (En dag och en halv) de Fares Fares : Louise
- 2023 : Silkensapans skratt (court-métrage) de: Silkesapan

### Télévision
- 2004 : Fling[8] (série télévisée) : Alva
- 2013 : Dagmamman (téléfilm) de : Inka
- 2014 : Kristuksen morsien (téléfilm) de : Laura
- 2014 : Luolasto (téléfilm) de :
- 2018 : Liberté (mini-série télévisée) de : Tita
- 2020 : Tre berättelser om longtan (téléfilm), segment Shukran habibi de:
- 2022 : Harjunpää (série télévisée) : Hietanen
- 2023 : Händelser vid vatten (mini-série télévisée) de : Ylja Happolati

## Distinction

### Nomination
- Golden Globes 2024 : Meilleure actrice dans un film musical ou comédie pour Les Feuilles mortes